# شهرستان توماس (نبراسکا)
شهرستان توماس، نبراسکا (به انگلیسی: Thomas County, Nebraska) یک سکونتگاه مسکونی در ایالات متحده آمریکا است که در نبراسکا واقع شده‌است.

## خصوصیات
شهرستان توماس ۱٬۸۴۹٫۲۶ کیلومترمربع مساحت دارد.